# 尼奥尔岩羚羊足球俱乐部
尼奥尔岩羚羊足球俱乐部（法語：Chamois niortais Football Club），简称尼奥尔，是法国尼奥尔市的一个足球俱乐部。现在参加法國全國聯賽。1925年，当地一家岩羚羊皮工厂厂主之子夏爾·布瓦诺创建了该足球俱乐部。球队徽章上有一只岩羚羊的形象。主场位于勒内·加亚尔体育场。